# Gymnoscelis merochyta
Gymnoscelis merochyta är en fjärilsart som beskrevs av Louis Beethoven Prout 1932. Gymnoscelis merochyta ingår i släktet Gymnoscelis och familjen mätare. Inga underarter finns listade i Catalogue of Life.